# Дејвид Валијамс
Дејвид Едвард Вилијамс (енгл. David Edward Williams; Лондон, 20. август 1971), познат као као Дејвид Валијамс, енглески је дечји писац, глумац, комичар и судија у Британија има таленат (ТВ шоу).

## Биографија
Дејвид Валијамс рођен је 20. августа 1971. године у Банстиду, предграђу Лондона. Отац му је био саобраћајни инжењер, а мајка лабораторијски техничар. Одрастао је у Банстиду, а касније је студирао драму на Универзитету у Бристолу. Током паузе наступао је у Националном позоришту младих где је упознао Мета Лукаса (енгл. Matt Lucas) будућег глумачког партнера у бројним остварењима.
Популарност је стекао улогом у серији Мала Британија. Први роман Дечак у хаљини објавио је 2008. године, али је светску славу као писац стекао романом Бака гангстер који је објављен 2011. године. Његови романи су преведени на више од 50 језика, а већина је или екранизована или претворена у позоришне представе.
Бави се и хуманитарним радом, а приликом скупљања средстава за помоћ деци учествовао је у разним акцијама (препливао Ламанш, Гибралтар, Темзу, возио бицикл по Енглеској...). Принцеза Ана га је 2017. године именовала официром Реда Британске империје због доприноса уметности и хуманитарном раду.
Био је ожењен глумицом Ларом Стон.

## Дела преведена на српски

### Романи
1. Упознајте Џека Спадала (2011. год.)  186257932
2. Бака гангстер (2012. год.)  1025147272
3. Демонски зубар (2014. год.)  208848652
4. Г. Смрдековић : [урнебесни романчић о мирисима] (2014. год.)  206726412
5. Малчице неподношљив слон (2015. год.)  217199628
6. Ужасна тетка (2015. год.)  216457740
7. Пацовски бургер (2016. год.)  225384972
8. Деда у бекству (2016. год.)  222005004
9. Поноћна банда (2017. год.)  245624588
10. Грозни тата (2018. год.)  267785996
11. Ледено чудовиште (2019. год.)  277410316
12. Тандрчак (2020. год.)  283778316
13. Звер из Бакингемске палате (2020. год.)  19198217

### Збирке кратких прича
1. Најгора деца на свету (2017. год.)  236469516
2. Најгора деца на свету 2 (2018. год.)  262896396
3. Најгора деца на свету 3 (2019. год.)  277343756
4. Најгори учитељи на свету (2020. год.)  19113481

### Сликовнице
1. Малчице неподношљив слон (2015. год)  217199628